# تئوری بیگ بنگ (فصل ۶)
فصل ششم سریال کمدی موقعیت آمریکایی تئوری بیگ بنگ در ۲۷ سپتامبر ۲۰۱۲ آغاز شد و پس از پخش ۲۴ قسمت در ۱۶ مه ۲۰۱۳ به پایان رسید.
در این فصل، این سریال برای اولین بار در اپیزود سیزدهم به مرز ۲۰ میلیون بیننده رسید که در کنار سریال ان‌سی‌آی‌اس، این نخستین بار از سال ۲۰۰۷ بود که سریالی در شبکه سی‌بی‌اس به این میزان بیننده می‌رسید.

## بازیگران

### شخصیت‌های اصلی
- جانی گالکی در نقش دکتر لئونارد هافستادر: فیزیکدانی که دارای ضریب هوشی ۱۷۳ است و ۲۴ سالگی دکترا گرفته‌است. او به همراه دوست و همکارش شلدون کوپر در یک آپارتمان زندگی می‌کند.
- جیم پارسونز در نقش دکتر شلدون کوپر: فیزیکدانی که اهل تگزاس است و از کودکی نبوغ خود را نشان داده‌است. او دارای ضریب هوشی ۱۸۷ است و در ۱۱ سالگی وارد کالج شده و در ۱۶ سالگی نخستین دکترایش را اخذ کرده‌است.
- کیلی کوئوکو در نقش پنی: دختر جذاب و بلوندی که در همسایگی شلدون و لئونارد زندگی می‌کند و از همان ابتدا لئونارد به او علاقه‌مند می‌شود.
- سایمون هلبرگ در نقش هاوارد والوویتز: مهندس هوافضا که یهودی است و با مادرش زندگی می‌کند. بر خلاف، شلدون، لئونارد و راج، هاوارد دکترا ندارد و دارای فوق‌لیسانس است.
- کونال نایر در نقش دکتر راجش کوتراپالی: او اهل دهلی نو است و به عنوان اخترشناس در موسسه فناوری کالیفرنیا کار می‌کند. او در مقابل زنان بسیار خجالتی است و در صورتی که الکل ننوشیده باشد نمی‌تواند با زنان صحبت کند.
- ملیسا راوش در نقش برنادت راستنکاوسکی
- ماییم بیالیک در نقش ایمی فارا فاولر

## قسمت‌ها
| شم. کلی | شم. در فصل | عنوان                                       | کارگردان        | نویسنده | تاریخ انتشار اصلی | کد تولید | U.S. تعداد بیننده (میلیون) |
| ------- | ---------- | ------------------------------------------- | --------------- | --- | ----------------- | -------- | -------------------------- |
| 112     | 1          | «The Date Night Variable»                   | Mark Cendrowski | داستان : Chuck Lorre & Eric Kaplan & Steve Holland نمایشنامۀ تلویزیونی : Steven Molaro & Jim Reynolds & Maria Ferrari         | ۲۷ سپتامبر ۲۰۱۲   | 3X7601   | 15.66                      |
| 113     | 2          | «The Decoupling Fluctuation»                | Mark Cendrowski | داستان : Chuck Lorre & Jim Reynolds & Maria Ferrari نمایشنامۀ تلویزیونی : Steven Molaro & Eric Kaplan & Steve Holland         | ۴ اکتبر ۲۰۱۲      | 3X7602   | 15.18                      |
| 114     | 3          | «The Higgs Boson Observation»               | Mark Cendrowski | داستان : Steven Molaro & Dave Goetsch & Steve Holland نمایشنامۀ تلویزیونی : Chuck Lorre & Jim Reynolds & Maria Ferrari        | ۱۱ اکتبر ۲۰۱۲     | 3X7603   | 14.23                      |
| 115     | 4          | «The Re-Entry Minimization»                 | Mark Cendrowski | داستان : Bill Prady & Jim Reynolds & Anthony Del Broccolo نمایشنامۀ تلویزیونی : Chuck Lorre & Steven Molaro & Eric Kaplan     | ۱۸ اکتبر ۲۰۱۲     | 3X7604   | 15.73                      |
| 116     | 5          | «The Holographic Excitation»                | Mark Cendrowski | داستان : Chuck Lorre & Eric Kaplan & Jeremy Howe نمایشنامۀ تلویزیونی : Steven Molaro & Steve Holland & Maria Ferrari          | ۲۵ اکتبر ۲۰۱۲     | 3X7605   | 15.82                      |
| 117     | 6          | «The Extract Obliteration»                  | Mark Cendrowski | داستان : Chuck Lorre & Bill Prady & Steve Holland نمایشنامۀ تلویزیونی : Steven Molaro & Jim Reynolds & Eric Kaplan            | ۱ نوامبر ۲۰۱۲     | 3X7606   | 15.90                      |
| 118     | 7          | «The Habitation Configuration»              | Mark Cendrowski | داستان : Chuck Lorre & Eric Kaplan & Jim Reynolds نمایشنامۀ تلویزیونی : Steven Molaro & Steve Holland & Maria Ferrari         | ۸ نوامبر ۲۰۱۲     | 3X7607   | 16.68                      |
| 119     | 8          | «The 43 Peculiarity»                        | Mark Cendrowski | داستان : Chuck Lorre & Dave Goetsch & Anthony Del Broccolo نمایشنامۀ تلویزیونی : Steven Molaro & Jim Reynolds & Steve Holland | ۱۵ نوامبر ۲۰۱۲    | 3X7608   | 17.63                      |
| 120     | 9          | «The Parking Spot Escalation»               | Peter Chakos    | داستان : Chuck Lorre & Eric Kaplan & Adam Faberman نمایشنامۀ تلویزیونی : Steven Molaro & Steve Holland & Maria Ferrari        | ۲۹ نوامبر ۲۰۱۲    | 3X7609   | 17.25                      |
| 121     | 10         | «The Fish Guts Displacement»                | Mark Cendrowski | داستان : Chuck Lorre & Bill Prady & Tara Hernandez نمایشنامۀ تلویزیونی : Steven Molaro & Eric Kaplan & Jim Reynolds           | ۶ دسامبر ۲۰۱۲     | 3X7610   | 16.94                      |
| 122     | 11         | «The Santa Simulation»                      | Mark Cendrowski | داستان : Chuck Lorre & Eric Kaplan & Steve Holland نمایشنامۀ تلویزیونی : Steven Molaro & Jim Reynolds & Maria Ferrari         | ۱۳ دسامبر ۲۰۱۲    | 3X7611   | 16.77                      |
| 123     | 12         | «The Egg Salad Equivalency»                 | Mark Cendrowski | داستان : Chuck Lorre & Eric Kaplan & Jim Reynolds نمایشنامۀ تلویزیونی : Steven Molaro & Bill Prady & Steve Holland            | ۳ ژانویه ۲۰۱۳     | 3X7612   | 19.25                      |
| 124     | 13         | «The Bakersfield Expedition»                | Mark Cendrowski | داستان : Chuck Lorre & Jim Reynolds & Steve Holland نمایشنامۀ تلویزیونی : Steven Molaro & Eric Kaplan & Maria Ferrari         | ۱۰ ژانویه ۲۰۱۳    | 3X7613   | 20.00                      |
| 125     | 14         | «The Cooper/Kripke Inversion»               | Mark Cendrowski | داستان : Chuck Lorre & Eric Kaplan & Anthony Del Broccolo نمایشنامۀ تلویزیونی : Steven Molaro & Jim Reynolds & Steve Holland  | ۳۱ ژانویه ۲۰۱۳    | 3X7614   | 17.76                      |
| 126     | 15         | «The Spoiler Alert Segmentation»            | Mark Cendrowski | داستان : Chuck Lorre & Eric Kaplan & Steve Holland نمایشنامۀ تلویزیونی : Steven Molaro & Maria Ferrari & Adam Faberman        | ۷ فوریه ۲۰۱۳      | 3X7615   | 18.98                      |
| 127     | 16         | «The Tangible Affection Proof»              | Mark Cendrowski | داستان : Chuck Lorre & Bill Prady & Steve Holland نمایشنامۀ تلویزیونی : Steven Molaro & Jim Reynolds & Tara Hernandez         | ۱۴ فوریه ۲۰۱۳     | 3X7616   | 17.89                      |
| 128     | 17         | «The Monster Isolation»                     | Mark Cendrowski | داستان : Chuck Lorre & Dave Goetsch & Maria Ferrari نمایشنامۀ تلویزیونی : Steven Molaro & Eric Kaplan & Steve Holland         | ۲۱ فوریه ۲۰۱۳     | 3X7617   | 17.62                      |
| 129     | 18         | «The Contractual Obligation Implementation» | Mark Cendrowski | داستان : Chuck Lorre & Eric Kaplan & Steve Holland نمایشنامۀ تلویزیونی : Steven Molaro & Jim Reynolds & Maria Ferrari         | ۷ مارس ۲۰۱۳       | 3X7618   | 17.63                      |
| 130     | 19         | «The Closet Reconfiguration»                | Anthony Rich    | داستان : Chuck Lorre & Jim Reynolds & Maria Ferrari نمایشنامۀ تلویزیونی : Steven Molaro & Steve Holland & Eric Kaplan         | ۱۴ مارس ۲۰۱۳      | 3X7619   | 15.90                      |
| 131     | 20         | «The Tenure Turbulence»                     | Mark Cendrowski | داستان : Steven Molaro & Eric Kaplan & Maria Ferrari نمایشنامۀ تلویزیونی : Chuck Lorre & Steve Holland & Jim Reynolds         | ۴ آوریل ۲۰۱۳      | 3X7620   | 17.24                      |
| 132     | 21         | «The Closure Alternative»                   | Mark Cendrowski | داستان : Chuck Lorre & Bill Prady & Tara Hernandez نمایشنامۀ تلویزیونی : Steven Molaro & Jim Reynolds & Steve Holland         | ۲۵ آوریل ۲۰۱۳     | 3X7621   | 15.05                      |
| 133     | 22         | «The Proton Resurgence»                     | Mark Cendrowski | داستان : Chuck Lorre & Jim Reynolds & Steve Holland نمایشنامۀ تلویزیونی : Steven Molaro & Eric Kaplan & Maria Ferrari         | ۲ مه ۲۰۱۳         | 3X7622   | 16.29                      |
| 134     | 23         | «The Love Spell Potential»                  | Anthony Rich    | داستان : Chuck Lorre & Jim Reynolds & Maria Ferrari نمایشنامۀ تلویزیونی : Steven Molaro & Eric Kaplan & Steve Holland         | ۹ مه ۲۰۱۳         | 3X7623   | 16.30                      |
| 135     | 24         | «The Bon Voyage Reaction»                   | Mark Cendrowski | داستان : Steven Molaro & Steve Holland & Tara Hernandez نمایشنامۀ تلویزیونی : Chuck Lorre & Jim Reynolds & Maria Ferrari      | ۱۶ مه ۲۰۱۳        | 3X7624   | 15.48                      |